# بيرسي تومسون
بيرسي تومسون (بالإنجليزية: Percy Thomson)‏ هو محامي نيوزلندي، ولد في 17 نوفمبر 1884 في دنيدن في نيوزيلندا، وتوفي في 24 أغسطس 1962.